# Caterina Fanzini
Caterina Fanzini est une joueuse italienne de volley-ball née le 12 août 1985 à Parme. Elle mesure 1,86 m et joue au poste de attaquante.

## Clubs
| Club                      | Pays      | De        | À         |
| ------------------------- | --------- | --------- | --------- |
| Pallavolo Fontanellato    | Italie    | 2001-2002 | 2004-2005 |
| Esperia Cremona           | Italie    | 2006-2007 | 2008-2009 |
| Volley Bergamo            | Italie    | 2009-2010 | 2010-2011 |
| Crema Volley              | Italie    | 2011-2012 | 2011-2012 |
| SC Potsdam                | Allemagne | 2012-2013 | 2012-2013 |
| Robur Pallavolo Scandicci | Italie    | 2013-2014 | …         |

## Palmarès
- Ligue des champions
  - Vainqueur : 2010.
- Championnat d'Italie
  - Vainqueur : 2011.